# بولينا سوليس
بولينا سوليس (بالإسبانية: Paulina Solís Echeverría)‏ (13 مارس 1996 بولاية خاليسكو في المكسيك - ) هي لاعبة كرة قدم مكسيكية في مركز الدفاع.

## وصلات خارجية
- بولينا سوليس على موقع الاتحاد الدولي (مؤرشف)  (الإنجليزية)
- بولينا سوليس على موقع بطولة كرة القدم المكسيكية للسيدات (الإسبانية)
- بولينا سوليس على موقع قاعدة بيانات كرة القدم.إي يو (الإنجليزية)
- بولينا سوليس على موقع Soccerway.com (الإنجليزية)